# شاب عبدو
الشيخ عبدو (اسمه الحقيقي نيار عبد المطلب) هو مغني جزائري لفنالراي أو راي المداحات ولد في 5 مايو 1970 في تلمسان. غيّر عبدو مظهره لإطلالة أقل حيوية وأكثر تقليدية. أيقونة في الراي الجزائري، يحكي أنه نال الشهرة خلال "مادري مادري"، "بغيت نتوب" و"بالاك بالاك"، "عينيا"، "كيندير نبدل"، "أبال ماسكي".

## سيرة
ولد في 5 مايو 1970 في مدينة تلمسان بالغرب الجزائري، توظف وهو شاب في المحاسبة ثم تحول لغناء الراي. بدأ في الموسيقى مع المداحات، أظهر موهبته على الساحة بإثارة بتشبهه النسوي، ورقصه المثير، ووضعه للمكياج، وارتداء المجوهرات، والملابس الجميلة البراقة، استأنف بنجاح في عام 1997، مادري مادري أغنية من تراث المداحات أو المغنيات اللواتي يتمثل دورهن في إقامة حفلات النسوة في الأعراس في الغرب الجزائري بالخصوص. موضوع أغانيه يستحضر بطريقة ما في بعض الأحيان العلاقات الممنوعة والمستحيلة. وهو من بين الفنانين الشبه ممنوعين من البلاطوهات وأستديوهات القنوات التلفزيونية

### عنوان الموسيقى[5]
نشر له عدة دور نشر منها: إديسيون بوعلام. شارلي ريكورد. مليك برود. أي في أم بروديكشين أي أش أم. جولدن ميوزك. روايال ميوزك. أم أل بي. ستوديو ريدسون. نبيلوفون . إيديسيون لارومونت .
- خلاط ونبغيه
- رونفوا دابيل (renvoi d'appel)
- هوى لكذب والله ما أنا
- مكالمة مجهولة (Appel MAsqué)
- الرقم السري (code Pin)
- ندير المستقبل (l'Avenir)
- جيلو لم يفكر ابدا
- نغدا معاه
- جاجيت جاجيت
- كيندير نبطل
- لوكان تجي للصح (ديو زهواني)
- لا لا لا
- ليه ليه (ديو هواري دوفان)
- الحبيب الحبيب
- باليك باليك

## روابط خارجية
- شاب عبدو على موقع ميوزك برينز (الإنجليزية)
- شاب عبدو على موقع ديسكوغز (الإنجليزية)

- Africultures: الموقع والمجلة المرجعية للثقافات الأفريقية
- الجنس البشري